# Brücke über die Straße von Messina
Die geplante Brücke über die Straße von Messina (italienisch Ponte sullo Stretto di Messina) soll die Straße von Messina überqueren und die Insel Sizilien mit der Italienischen Halbinsel verbinden. Dies bedeutet unter anderem eine unterbrechungsfreie Verbindung zwischen dem Festland und der Insel über die Europastraße E 45 und die Eisenbahnachse Berlin–Palermo. Für die Koordinierung von Bau und Betrieb der Brücke wurde 1981 das staatliche Unternehmen Stretto di Messina S.p.A. gegründet, zwischenzeitlich liquidiert und 2023 wiederbelebt.
Der Bau einer solchen Brücke wurde im 20. Jahrhundert mehrmals diskutiert. Das jüngste Vorprojekt stammte aus dem Jahr 2003; seine Ausführung wurde im März 2013 gestoppt, nachdem bereits im November 2012 dessen Generalunternehmer zurückgetreten war.
Im Januar 2023 kündigte die Regierung von Giorgia Meloni eine Fortführung des Projekts an. Baubeginn solle 2024 sein. Im April 2023 wurde das Projekt per Gesetzesdekret (decreto-legge) vom Ministerrat genehmigt und im Mai von beiden Kammern des Parlamentes verabschiedet, womit das Projekt rechtskräftig genehmigt ist. Der Beginn der Bauarbeiten ist für den Sommer 2025 avisiert. Fertig sein soll die Brücke im Jahr 2032.
Die Hängebrücke soll 3666 Meter lang und 60 Meter breit werden und an zwei je 399 Meter hohen Pylonen hängen. Die Mittelspannweite soll 3300 Meter betragen, womit sie die längste Hängebrücke der Welt wäre. Außerdem soll sie Erdbeben der Stärke von 7,5 auf der Richterskala und Winden bis 270 km/h standhalten. Die Fahrbahn soll eine zweigleisige Bahnstrecke und vier Fahrstreifen (nach anderen Angaben sechs) für den Kfz-Verkehr tragen.
Über die Brücke sollen täglich bis zu 60.000 Autos und 200 Züge fahren können. Die Kosten werden auf 13,5 Milliarden Euro (2023) geschätzt. Zum Anschluss der Brücke an das Straßen- und Eisenbahnnetz sind auf sizilianischer Seite weitere 15 Milliarden und auf kalabrischer Seite 12,8 Milliarden Euro an Kosten angesetzt. Für die Anbindung an das Hochgeschwindigkeitsnetz der italienischen Eisenbahn in Salerno wären weitere 25 Milliarden Euro erforderlich.

## Projekt von 2003
Im Oktober 2005 erhielt das Konsortium Eurolink um den norditalienischen Baukonzern Impregilo S.p.A. den Zuschlag als Generalunternehmer mit einem Auftragsvolumen von 3,9 Milliarden Euro. Der Beginn der Bauarbeiten wurde für 2007 angesetzt. Die Brücke sollte den Fährbetrieb zwischen Messina (Sizilien) und dem Festland bei Villa San Giovanni und Reggio Calabria in Kalabrien ergänzen und eine direkte Verbindung der Autobahnen A2 (Kalabrien) und A18 bzw. A20 (beide Sizilien) möglich machen.
Im Falle der Fertigstellung wäre die Brücke mit einer Hauptspannweite von 3300 Metern, einer Gesamtlänge von 3666 Metern und einer Turmhöhe von 382,60 Metern die längste und höchste Hängebrücke der Welt gewesen.
Am 11. Oktober 2006 beschloss die italienische Abgeordnetenkammer, die Durchführung des Projekts auszusetzen. Besonders Verkehrsminister Alessandro Bianchi und Umweltminister Alfonso Pecoraro Scanio, die ab 17. Mai 2006 unter Ministerpräsident Romano Prodi im Amt waren, hatten das Projekt als unsinnig und umweltschädigend kritisiert. Größe und Kosten der Brücke seien wegen der schwachen Infrastruktur Siziliens unangemessen. Es sei wirkungsvoller und kostengünstiger, zunächst die Infrastruktur der Insel zu verbessern und die Modernisierung und den Ausbau der Verkehrswege in Süditalien zu beschleunigen. Durch den Brückenbau würden schützenswerte Gebiete auf beiden Seiten der Meerenge zerstört. Außerdem bestehe die Gefahr, dass das Projekt vom organisierten Verbrechen unterwandert werde.
Die umstrittenen Pläne wurden nach der Wiederwahl von Silvio Berlusconi im April 2008 erneut vorangetrieben. Offizieller Baubeginn war der 23. Dezember 2009, geplant war die Fertigstellung für das Jahr 2016. Die Kosten für das Projekt wurden nach Aussage des Magazins L’Espresso auf rund 7,9 Milliarden Euro prognostiziert.
Das ausgearbeitete Projekt wurde am 29. Juli 2011 vom Verwaltungsrat der Stretto di Messina S.p.A. bewilligt und der Baubeginn für Mitte 2012 angekündigt. Es fehlte allerdings noch die Zustimmung des Interministeriellen Komitees für Wirtschaftsplanung (Comitato Interministeriale per la Programmazione Economica, abgekürzt CIPE), die für Februar 2012 erwartet wurde. Die offizielle Kostenprognose wurde auf 8,5 Milliarden Euro angehoben. Nach dem Rücktritt von Berlusconi am 9. November 2011 war unklar, ob die Brücke je gebaut werden würde. Das Parlament verabschiedete im Dezember 2012 ein Gesetz, das einen Zusatzvertrag zwischen dem Generalunternehmer und dem Betreiber verlangte, der spätestens am 1. März 2013 hätte unterzeichnet werden müssen. Zudem hätten die Unterlagen des Projektes innerhalb von 60 Tagen nach Unterzeichnung an das CIPE zur Überprüfung übergeben werden müssen.
Das Kabinett Monti (November 2011 bis April 2013) unter Mario Monti bildete 2012 Rückstellungen in Höhe von 300 Millionen Euro für Nachverhandlungen, nachdem der Generalunternehmer Eurolink vom Werkvertrag zurückgetreten war. Da der Zusatzvertrag am 1. März 2013 nicht unterzeichnet war, wurde das Vertragswerk zwischen Eurolink und Stretto di Messina S.p.A. ungültig; die Auflösung der Betreibergesellschaft wurde eingeleitet.

## Projekt von 2023
Am 16. März 2023 hat der italienische Ministerrat (Consiglio dei Ministri) auf Vorschlag von Ministerpräsidentin Giorgia Meloni und Infrastruktur- und Verkehrsminister Matteo Salvini ein Gesetzesdekret verabschiedet, das Planung und Bau der Brücke zum Inhalt hat. Die staatliche Projektgesellschaft Stretto di Messina S.p.A. wurde dafür wiederbelebt. Salvini erklärte am 4. April 2023 in Rom vor Auslandskorrespondenten, die Brücke sei „der Traum von Millionen von Italienern seit Jahrhunderten“. Ende Mai 2023 wurde das Projekt dann von beiden Kammern des italienischen Parlaments genehmigt. Der zuständige Ausschuss genehmigte das Bauprojekt Anfang August 2025.
Die geplante Brücke wird womöglich als militärisches Infrastrukturprojekt genehmigt werden, womit sie dann aus dem Verteidigungshaushalt finanziert und an das Ausgabenziel von fünf Prozent des Bruttoinlandsproduktes angerechnet werden kann, zu dem sich die NATO-Mitgliedsländer verpflichtet haben. Italien argumentierte dabei, dass die Brücke einen strategischen Korridor für schnelle Truppenbewegungen und die Verlegung von Ausrüstung an die südlichen Flanken der NATO bilden würde, was sie als „sicherheitsfördernde Infrastruktur“ qualifiziert. Eine Gruppe von mehr als 600 Forschern unterzeichnete im Jahr 2025 ein Schreiben, in dem sie sich gegen eine solche militärische Klassifizierung aussprach und darauf hinwies, dass ein solcher Schritt zusätzliche Bewertungen erfordern würde, um sicherzustellen, dass die Brücke einer militärischen Nutzung standhalten könnte.
Der Bau wird vom Eurolink-Konsortium unter Leitung des italienischen Bauunternehmens Webuild realisiert werden. Baubeginn ist für Sommer 2025 geplant. Für die Fertigstellung des Projekts sind sieben Jahre veranschlagt.
Kritiker bemängelten erneut, dass das Projekt extrem teuer sei und die Brücke in einem erdbebengefährdeten Gebiet stehen werde. WeBuild betonte, dass Hängebrücken strukturell weniger anfällig für seismische Kräfte seien. Darum seien solche Brücken in seismisch aktiven Gebieten wie Japan, der Türkei und Kalifornien gebaut worden.
Umweltgruppen reichten Beschwerden bei der EU ein; sie befürchten, das Projekt könnte sich negativ auf Zugvögel auswirken. In den Umweltstudien zur Brücke sei nicht nachgewiesen worden, dass das Projekt zwingend erforderlich sei und dass mögliche Umweltschäden ausgeglichen würden, argumentierten sie.

## Technische und geologische Hintergründe
- Eine alternative Tunnellösung wurde wegen der geologischen Unwägbarkeiten nicht geplant.
- Beim Bau der Brücke müssen erhebliche geologische Unwägbarkeiten beachtet werden. So führt die Kontinentalverschiebung zwischen der Insel Sizilien und dem Festland zu seismischer Aktivität in der Meerenge. Ein Erdbeben mit nachfolgendem Tsunami führte 1908 zur weitgehenden Zerstörung der Städte Messina und Reggio Calabria.
- Stützelemente auf dem Meeresgrund sollen wegen der Erdbebengefahr weniger geeignet sein, weshalb die Brücke mit einer Rekordspannweite von über drei Kilometern entworfen wurde.
- Um den Schiffsverkehr auf der stark befahrenen Straße von Messina weiterhin zu ermöglichen, wird die Brücke an ihrem höchsten Punkt 65 Meter über dem Meer liegen. So können auch Kreuzfahrt- und Containerschiffe unter der Brücke passieren. Sie wäre allerdings niedriger als die 70 Meter hohe Suezkanal-Brücke, die für sehr große Kreuzfahrtschiffe immer noch zu niedrig ist.
- Der Überbau wird aus drei Balken bestehen: in der Mitte einen für die Eisenbahn, die beiden außen für den Straßenverkehr. Zwischen den Balken wird ein Freiraum gelassen, damit die Brücke weniger anfällig für durch Wind verursachte Schwingungen ist.
- Vor und nach der Brücke werden die Fahrstreifen der beiden Fahrtrichtungen für den Straßenverkehr überkreuzt. Das heißt, der nach Sizilien fahrende Verkehr wird auf der in Fahrtrichtung linken Seite südlich der Bahnlinie, der nach Kalabrien fahrende auf der rechten Seite nördlich der Bahnlinie geführt. Dadurch sollen schwere LKW, die jeweils auf den rechten Spuren fahren, näher der Mitte der Brücke verkehren, was sich positiv auf die Gewichtsverteilung für die Brücke auswirkt.